# Berrilee
Berrilee är en del av en befolkad plats i Australien. Den ligger i kommunen Hornsby Shire och delstaten New South Wales, i den sydöstra delen av landet, omkring 29 kilometer norr om delstatshuvudstaden Sydney.
Runt Berrilee är det tätbefolkat, med 383 invånare per kvadratkilometer.. Närmaste större samhälle är Castle Hill, omkring 16 kilometer sydväst om Berrilee. 
I omgivningarna runt Berrilee växer i huvudsak städsegrön lövskog. Genomsnittlig årsnederbörd är 1 380 millimeter. Den regnigaste månaden är februari, med i genomsnitt 200 mm nederbörd, och den torraste är juli, med 36 mm nederbörd.